# Naval Air Station Jacksonville
Naval Air Station Jacksonville (NAS Jacksonville) (IATA: NIP, ICAO: KNIP, FAA LID: NIP) è una grande stazione aerea della Marina USA situata a circa otto miglia (13 km) a sud del quartiere centrale degli affari di Jacksonville, Florida, Stati Uniti.
La NAS Jacksonville si trova nella contea di Duval, in Florida, all'interno dei confini della città di Jacksonville. La base si trova su un pezzo di terra tra il St. John's River e il fiume Ortega, storicamente chiamato Black Point. La base aerea fa parte del complesso navale di Jacksonville, un complesso di basi della marina nell'area metropolitana di Jacksonville che comprende la stazione navale di Mayport, e in precedenza la stazione aerea navale Cecil Field, il campo di atterraggio esterno navale Whitehouse e il Pinecastle Range Complex, un poligono di tiro. Inoltre confina con una piccola città fantasma chiamata Yukon.

## Storia
Durante la prima guerra mondiale, l'area ora occupata dalla NAS Jacksonville, spesso definita colloquialmente "NAS Jax", fu chiamata Camp Joseph E. Johnston e fu messa in servizio il 15 ottobre 1917. L'esercito degli Stati Uniti addestrava i quartiermastri (una categoria di sottufficiali) e il centro comprendeva più di 600 edifici; nel 1918 Camp Johnston era il più grande di tutti i campi di mobilitazione e addestramento dei quartiermastri. Il secondo più grande poligono di tiro degli USA per armi leggere negli Stati Uniti venne costruito lì, ma il campo fu ritirato dal servizio il 16 maggio 1919. La Guardia Nazionale della Florida iniziò a utilizzare il sito nel 1928 e fu ribattezzato Camp J. Clifford R. Foster in onore dell'Adjutant general della Florida morto in servizio quello stesso anno. Nel 1939 un gruppo di 10 ex militari si recò a Washington a proprie spese per parlare con lo stato maggiore della Marina, che era alla ricerca di una nuova base, per venire a visitare la vecchia base della Guardia Nazionale in vista di una possibile ricollocazione. Il risultato fu positivo e mise le basi per il riutilizzo nella sua forma attuale. La maggior parte dei loro nomi sono andati perduti, tranne due: Charles Bennett e Ira Lane.

### Messa in servizio del complesso navale di Jacksonville
Il 15 ottobre 1940, la Stazione Aerea Navale Jacksonville fu ufficialmente messa in servizio e divenne la prima parte del complesso della Marina di Jacksonville. Nella stessa data, il Capitano Charles P. Mason, USN, alzò la sua bandiera di comando come primo ufficiale comandante della stazione. Prima della messa in servizio, il 7 settembre, il commander Jimmy Grant divenne il primo pilota ad atterrare sulla pista ancora incompiuta nel suo biplano N3N-3. Più di 10.000 piloti e 11.000 aviatori seguirono il suo esempio per conseguire le loro "ali d'oro" (il distintivo di brevetto) presso la stazione aerea durante la seconda guerra mondiale.
L'aumento dell'addestramento erogato e delle costruzioni nell'area caratterizzò la partecipazione della NAS Jacksonville in seguito all'ingresso americano nella seconda guerra mondiale. Tre piste di lunghezza maggiore di 6 000 piedi (1 800 m) erano operative, così come le corsie degli idrovolanti nel fiume St. Johns e le rampe degli idrovolanti che permettevano l'entrata e l'uscita degli aerei dall'acqua. Furono costruite strutture di revisione e riparazione (O&R - Overhaul & Repair) per riparare gli aerei della stazione, una struttura che negli anni seguenti sarebbe stata ribattezzata Naval Air Rework Facility Jacksonville (NARF Jax). Più di 700 edifici sono nati nell'area della base prima del VJ Day (Victory over Japan), tra cui un ospedale che occupa 80 acri (320 000 m²) e un campo di concentramento che ospitava più di 1.500 prigionieri di guerra tedeschi. L'arcivescovo (in seguito cardinale) Francis J. Spellman consacrò la Cappella cattolica (St. Edward's) nella sua sede di Birmingham Avenue il 17 gennaio 1943. La cappella e altri edifici costruiti durante gli anni della guerra, destinati a una vita di soli 20 anni, sono ancora in uso. 
Durante la fine degli anni '40 iniziò l'era del jet e nel 1948 i primi gruppi aerei e squadriglie imbarcati su portaerei della Marina arrivarono nella NAS Jacksonville. Nell'aprile del 1949, la NAS Jacksonville era la capitale dell'aeronautica della East Coast, con più aeromobili della Marina di stanza qui che in qualsiasi altra base navale dalla Nuova Scozia ai Caraibi, il 60% della forza di attacco aereo della flotta nell'area atlantica da polo a polo. Il Fleet Air Wing Eleven si trasferì alla base, portando con sé il Patrol Squadron THREE (VP-3) del NAS Coco Solo, Panama e il Patrol Squadron FIVE (VP-5) del NAS San Juan, Puerto Rico. L'ormai famosa squadriglia acrobatica navale degli Stati Uniti, i Blue Angels, aveva messo casa a Jacksonville, ma che si trasferì successivamente presso la NAS Corpus Christi alla fine degli anni '40, eseguì un ultimo spettacolo aereo presso la stazione il 29 aprile 1950, prima di formare il nucleo di una squadriglia da combattimento operativo, VF-191 (Satan's Kittens), assegnato a combattere in Corea. I "Blues" non sarebbero tornati alla stazione per più di due anni. All'inizio degli anni '50, anche il Jacksonville Technical Training Center (NATTC) di Jacksonville fu riattivato e comprendeva nove diverse scuole. 

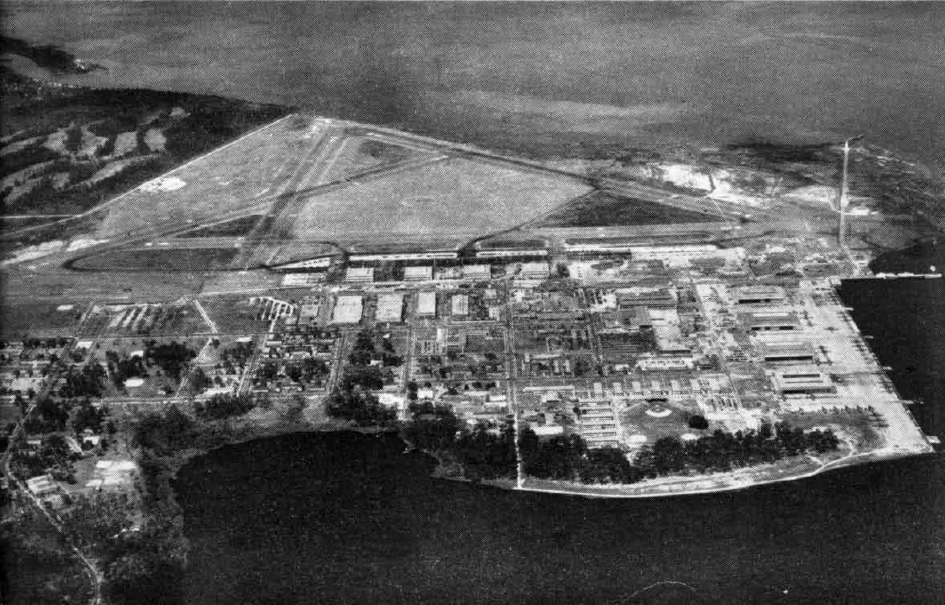
Vista aerea della NAS Jacksonville a metà degli anni '40

A metà degli anni '50, un centro di controllo del traffico aereo per uso congiunto da parte della Marina, dell'aeronautica e dell'amministrazione aeronautica civile fu approvato e completato ad un costo di $ 325.000. Importanti cambiamenti si sono verificati anche quando sono state aggiunte rampe di parcheggio hangar per aeromobili a terra e un 1 231 piedi (375 m) è stata costruita una lunga pista di rullaggio. Con la continua crescita della stazione, la Marina stava avendo un enorme impatto sulla crescita economica nella zona di Jacksonville e Duval County. Alla stazione furono assegnati oltre 11.000 militari, oltre 5.000 civili e un libro paga annuale di oltre $ 35 milioni.
Nel marzo del 1959, il Marine Attack Squadron ONE FOUR TWO (VMA-142) della Marine Corps Reserve si trasferì nel NAS Jacksonville dal MCAS di chiusura di Miami, insieme al Marine Air Reserve Training Distachment (MARTD) associato. Il VMA-142 rimase al NAS Jax fino al suo trasferimento nel vicino NAS Cecil Field nel 1978.
Il 1º luglio 1957, il comando di difesa aerea dell'aeronautica degli Stati Uniti (Air Difense command - ADC) istituì una stazione radar mobile Phase III presso il NAS Jacksonville con il 679th Aircraft Warning and Control Squadron (uno squadron equivale ad una squadriglia) che operava radar di tipo AN / FPS-3, AN / FPS-8 e AN / MPS-14 come parte della rete radar ADC integrata. È stato designato come sito ADC M-114. Nel 1962 furono aggiunti il radar AN / FPS-66 e una coppia di radar altimetri AN / FPS-6. Durante il 1962, l'M-114 entrò a far parte del sistema SAGE (Semi Automatic Ground Environment) e lo Squadron fu rinominato 679° Radar Squadron (SAGE) il 1º ottobre 1962. Il 31 luglio 1963, il sito fu ridisegnato come NORAD ID Z-114. Oltre al sito del NAS Jacksonville, il 679th gestiva diversi siti remoti "Gap Filler" per estendere la sua copertura radar a Bunnell, FL e Blythe Island, GA. Nel 1963 M-114 divenne una struttura ad uso comune con la Federal Aviation Administration (FAA). Ha eseguito la sorveglianza radar generale di routine fino al 30 settembre 1981, quando il sito è stato inattivato.

### Crescita e consolidamento
Nel 1970, un'importante riorganizzazione della Riserva Navale portò all'attivazione di tre squadroni di volo separati della Riserva Aerea Navale, identici alle loro controparti della Marina Regolare in servizio attivo, nella NAS Jacksonville. Questi squadroni consistevano in Attack Squadron DUE ZERO TRE (VA-203), Patrol Squadron SIXTY-TWO (VP-62) e uno Squadron di supporto per la logistica della flotta, Fleet Logistics Support Squadron FIFTY-EIGHT (VR-58). Il VA-203 si sarebbe successivamente trasferito nella NAS Cecil Field nel 1977, con i restanti squadron di riserva raggiunti dallo Helicopter Antisubmarine Squadron SEVENTY-FIVE (HS-75) nel 1985 in seguito al trasferimento dalla NAS Willow Grove, in Pennsylvania.
Nel 1973, con l'assegnazione alla base dell'Helicopter Antisubmarine Wing One, la missione principale della stazione divenne la guerra antisommergibile. Ad accompagnare il Wing (nella US Navy equivalente ad un Gruppo aereo, composto da più Squadrons) c'erano cinque squadriglie di elicotteri che ancora oggi hanno sede qui. Con i nuovi Wings e le squadriglie, le opportunità crebbero sia per il servizio marittimo che per il servizio a terra nella NAS Jacksonville. La popolarità della stazione crebbe e divenne una delle sedi di servizio più richieste per i marinai e gli ufficiali dell'aviazione navale in tutta la Marina.
Un pezzo di storia e tradizione della Marina e del Corpo dei Marines fu perso nel 1986 quando l'ultima unità dei Marines lasciò la NAS Jacksonville. Marine Barracks Jacksonville era stato uno dei primi gruppi ad arrivare alla base nel 1940, ma se ne andò a causa di riallineamenti di missione e di una riduzione dei Marines autorizzati per i compiti della Forza di Sicurezza del Corpo dei Marines nelle installazioni navali statunitensi. Le riduzioni di forza continuarono negli anni '90 e nei primi anni 2000 con l'eliminazione delle squadriglie dotati di P-3 Orion (VP-24, VP-49, VP-56) e delle squadriglie antisom con elicotteri H-60 Seahawk (HS-1, HS-9, HS-75).
Con la chiusura della NAS Brunswick, nel Maine, entro la metà del 2011, Patrol Squadron EIGHT (VP-8), Patrol Squadron TEN (VP-10), Patrol Squadron TWENTY-SIX (VP-26), Special Projects Patrol Squadron ONE (VPU-1) e Fleet Logistics Support Squadron SIXTY-TWO (VR-62) hanno iniziato a trasferirsi nella NAS Jacksonville nel 2007 con i loro aerei P-3 e C-130T, con tutte queste Special Projects Patrol Squadron ricollocate alla NAS Jacksonville entro la fine del 2010.

## Operazioni correnti
L'installazione è uno dei nodi centrali dell'attività aeronavale nel sud degli Stati Uniti, con oltre 50.000 impiegati civili, appaltatori e personale in servizio. La NAS Jacksonville ospita anche il Patrol Squadron THIRTY (VP-30), la più grande squadriglia di aviazione della Marina e l'unica squadriglia di Fleet Replacement (preparazione dei rimpiazzi degli equipaggi) per i velivoli P-3 Orion e P-8 Poseidon che prepara e addestra piloti, equipaggio e personale di manutenzione degli Stati Uniti e della NATO per successivi incarichi operativi sui velivoli P-8A, P-3C Orion e EP-3E Aries (guerra elettronica) nella Marina degli Stati Uniti, e P-3B, P-3C e varianti simili in varie marine e forze aeree della NATO e degli Alleati. Il VP-30 è la prima squadriglia a utilizzare il nuovo aereo P-8 Poseidon della Marina statunitense e ha iniziato ad addestrare equipaggi di volo e manutentori in questo mezzo che verrà usato in sostituzione del P-3C a partire dal 2012, con infine il passaggio previsto di tutte le squadriglie di pattugliamento della Marina statunitense su questa nuova piattaforma.
Inoltre, la NAS Jacksonville ospita il Naval Hospital Jacksonville, sotto la giurisdizione di Navy Medicine (la sanità della Marina), che supporta tutta la attività medicaall'interno delle installazioni navali in Florida, compreso il fornire la struttura di comando per cinque cliniche di base (BHC) da Jacksonville a Key West.

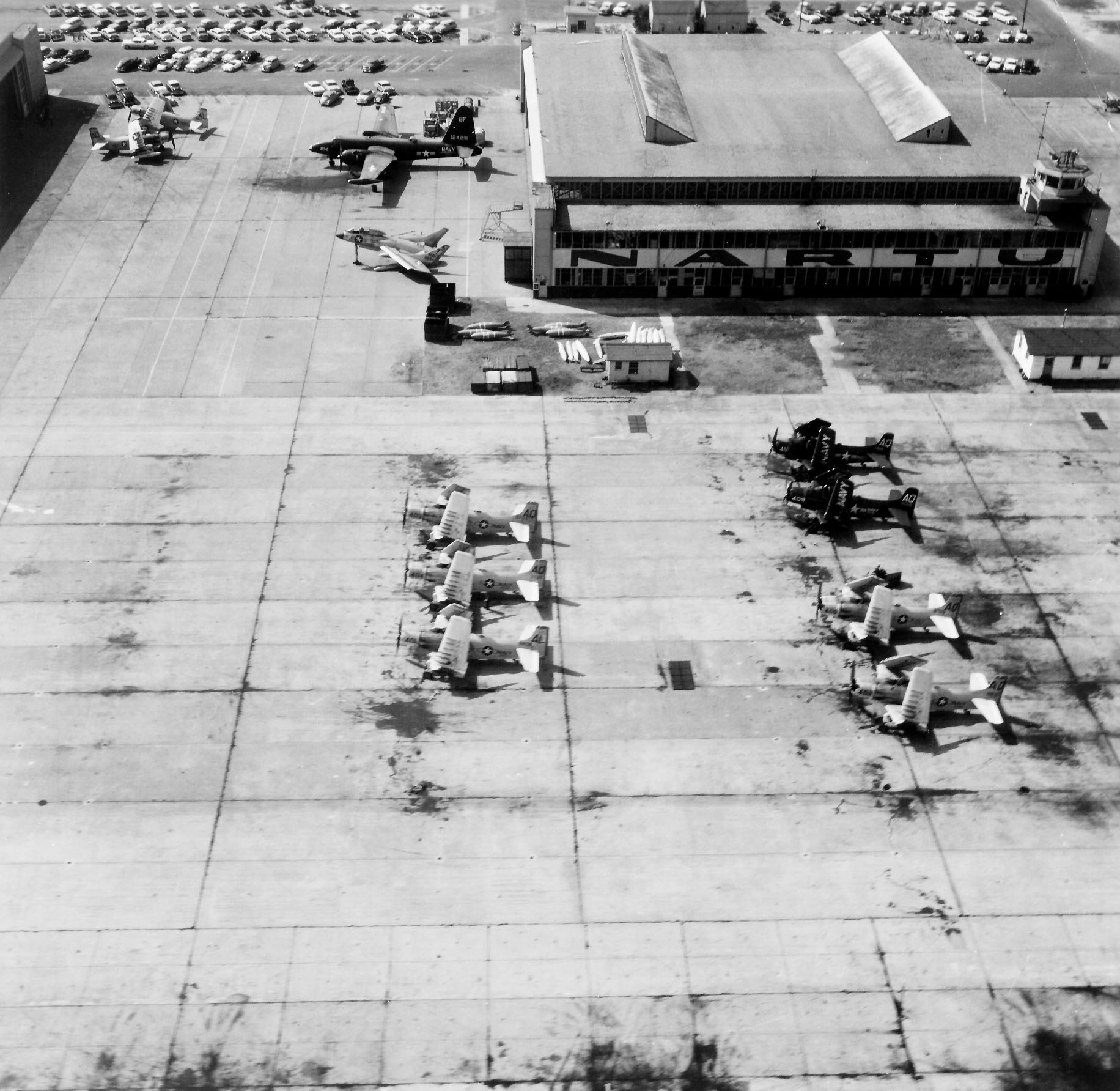
Hangar 113 della Naval Air Reserve Training Unit (unità di addestramento della riserva aerea navale) nel 1958

Infine, le strutture di supporto della NAS Jacksonville includono il fatto che si tratta di una struttura di addestramento per la manutenzione aerea per personale aeronautico di diversi livelli di grado (facilitata dal Centro di addestramento tecnico per l'aviazione navale di Jacksonville), un campo periferico aggiuntivo (OLF Whitehouse) per l'addestramento dei piloti, un deposito di manutenzione che impiega più di 150 diverse abilità commerciali in grado di eseguire manutenzioni di base come la sostituzione di uno pneumatico alla microelettronica complessa o allo smontaggio totale del motore, un centro di rifornimento industriale della flotta, un "centro di servizio alla famiglia" della Marina, un commissario DeCA (Commissariato alla Difesa), un Centro commerciale della Marina e strutture ricreative per marinai e famiglie delle comunità militari attive, di riserva e in pensione.
La NAS Jacksonville ospita una struttura per addestrare i piloti per il Northrop Grumman MQ-4C Triton. Oltre a ciò, la NAS Jacksonville ha addestrato equipaggi stranieri tra cui quelli del New Squadron 725 della Royal Australian Navy.

### Fleet Readiness Center Southeast
Fleet Readiness Center Southeast è il deposito di manutenzione, riparazione e operazioni del Naval Air Systems Command (NAVAIR) per la NAS Jacksonville.
Il deposito è stato originariamente costituito come Naval Air Rework Facility (NARF) Jacksonville. Con la crescita della NAS Jacksonville in un importante hub per l'aviazione militare, la struttura subì un cambiamento sostanziale per tenere il passo con la crescita, ribattezzandosi così come Naval Aviation Depot (NADEP) Jacksonville. Intorno al 2010, NAVAIR ha subito una riorganizzazione importante, convertendo tutti i suoi depositi aerei navali in Centri di preparazione della flotta, ora diretti dal Comandante dei Centri di preparazione della flotta (COMFRC); così, il NADEP Jacksonville fu ribattezzato Fleet Readiness Center Southeast e divenne il deposito di tutti gli Stati Uniti sudorientali.
Con oltre 5.000 impiegati civili, appaltatori e personale militare della DoN, il Fleiness Readiness Center Southeast è il principale datore di lavoro nella regione nord-orientale della Florida / Georgia del sud.

## Comandi subordinati

### Unità aeronautiche
Patrol Squadron 30 (VP-30)
Commander, Patrol and Reconnaissance Wing 11
Commander, Helicopter Maritime Strike Wing, U.S. Atlantic Fleet

### Navy Reserve Wings
Commander, Naval Reserve Readiness Command Region Eight
Commander, Fleet Logistics Support Wing
Commander, Maritime Support Wing

### Componenti ed Unità basate a terra
Commander, Naval Region Southeast
Coastal Riverine Squadron 10
Center for Naval Aviation Technical Training Unit (CNATTU)
Naval Aviation Forecast Component Jacksonville

### Comandi di gestione del materiale
Naval Air Systems Command (NAVAIR)
Naval Facilities and Engineering Command (NAVFAC)
Naval Supply Systems Command (NAVSUP)

### Altre unità
- Medicine and Surgery (BUMED)
- Naval Hospital Jacksonville
  - Naval Branch Clinic Jacksonville
  - Naval Branch Dental Clinic Jacksonville

Naval Air Reserve / Navy Operational Support Center Jacksonville (Navy Reserve)
Navy Entomology Center of Excellence
Naval Mobile Construction Battalion 14
Navy Oceanographic Anti-Submarine Warfare Detachment (NOAD), Jacksonville
Surface Rescue Swimmer School (SRSS)
Aircraft Carrier Tactical Support Center (CV-TSC)
Navy Exchange (NEXCOM) Southeast District
Transient Personnel Unit (Unità del personale in transito)

### Altre agenzie federali
Defense Logistics Agency (DoD)
- DRMO Jacksonville

U.S. Customs and Border Protection (DHS)
- http://jaxairnews.jacksonville.com/stories/072910/mil_ja5.shtml/[collegamento interrotto]

## Galleria d'immagini

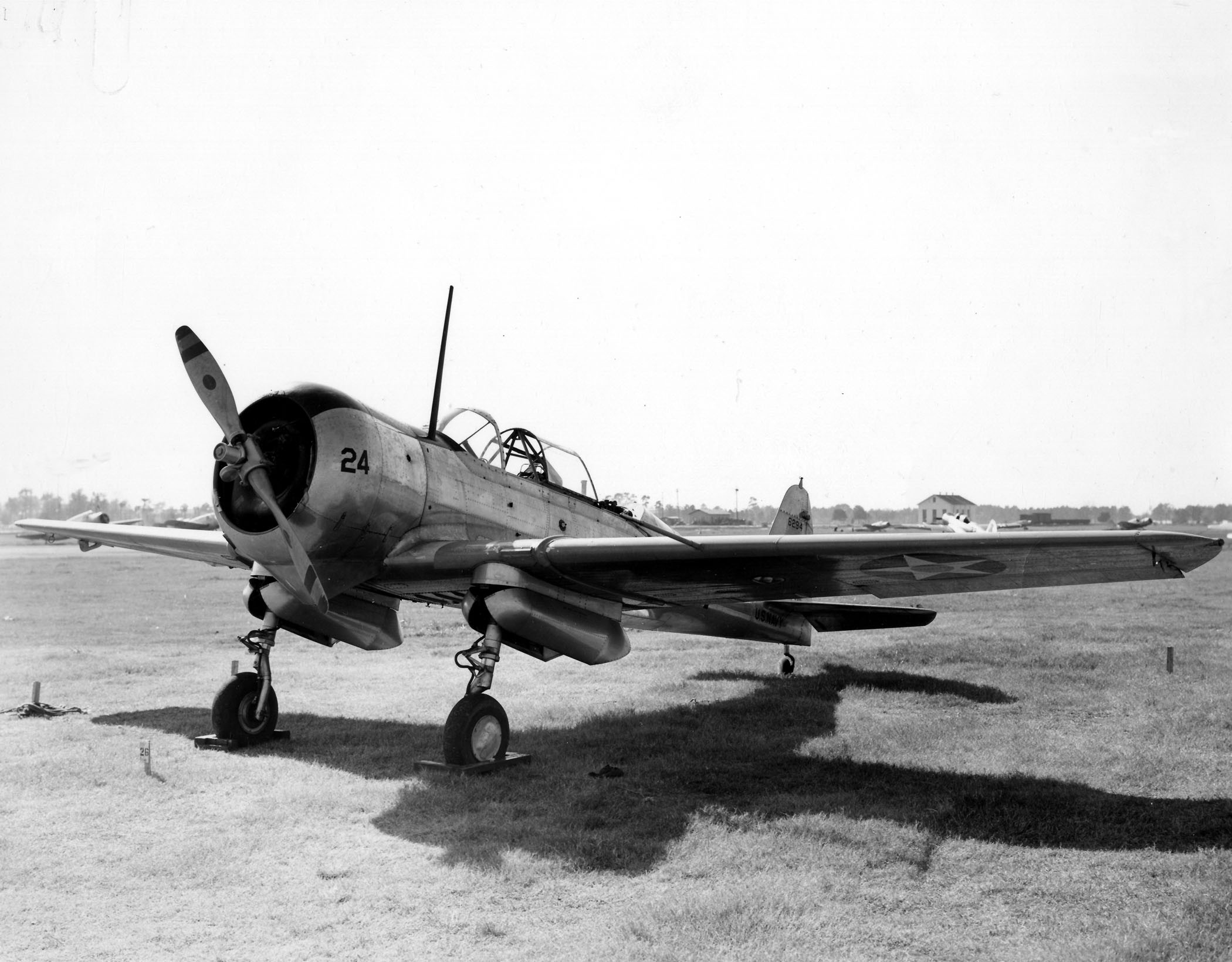
Curtiss-Wright CW-22 al NAS Jacksonville l'8 gennaio 1942.
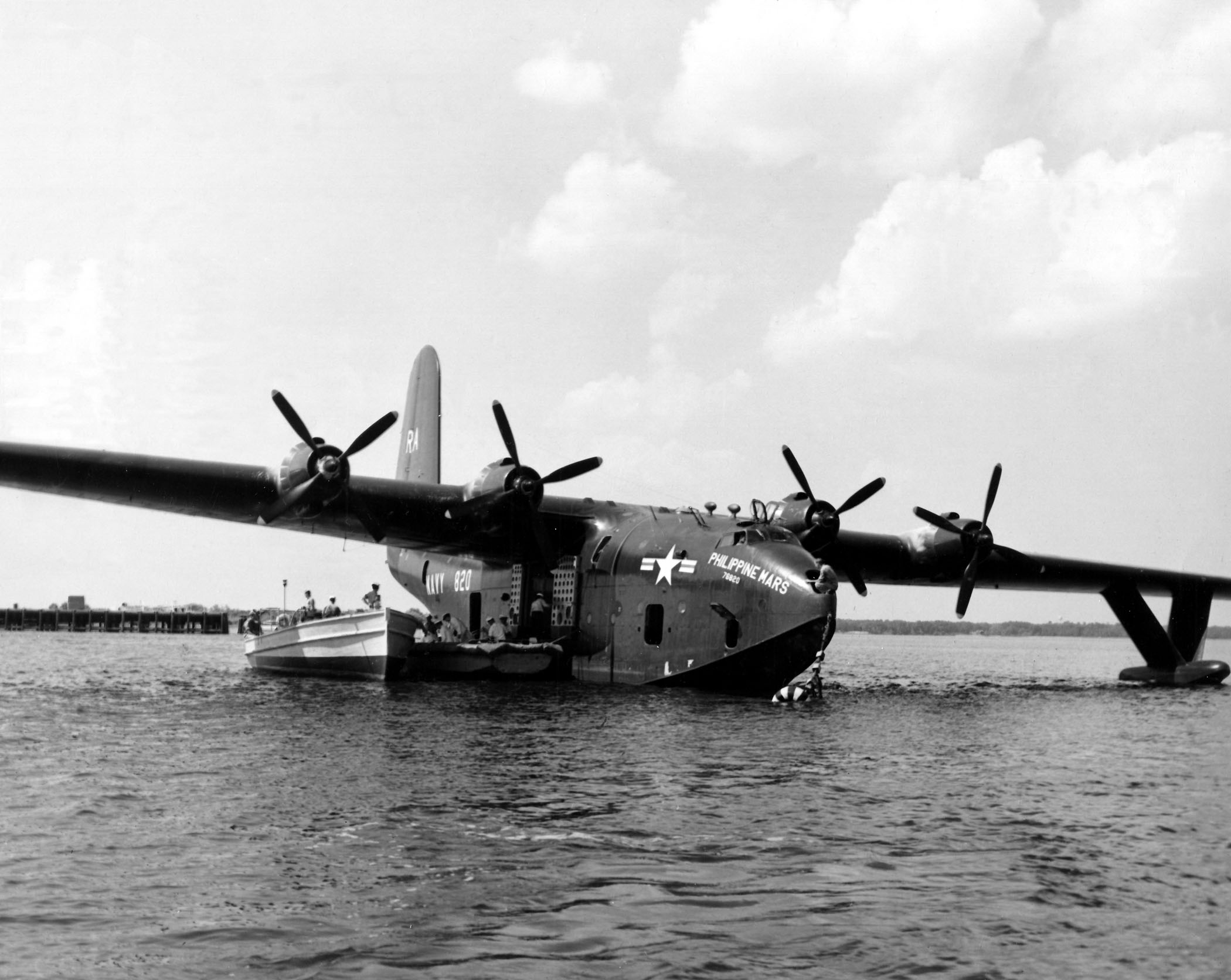
Martin JRM Mars attraccò al largo del NAS Jacksonville nel 1950.
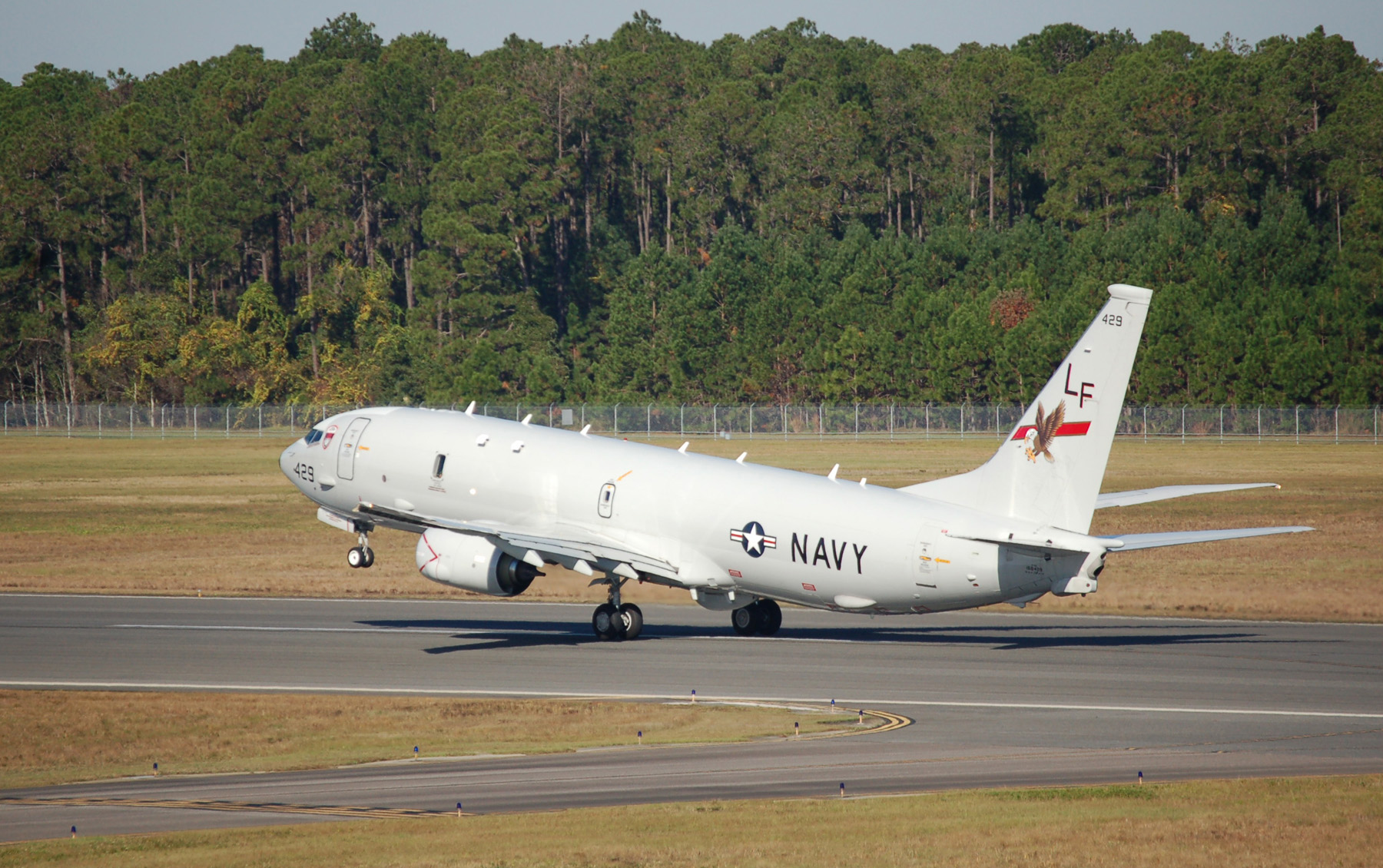
Boeing P-8 Poseidon in partenza dal NAS Jacksonville.
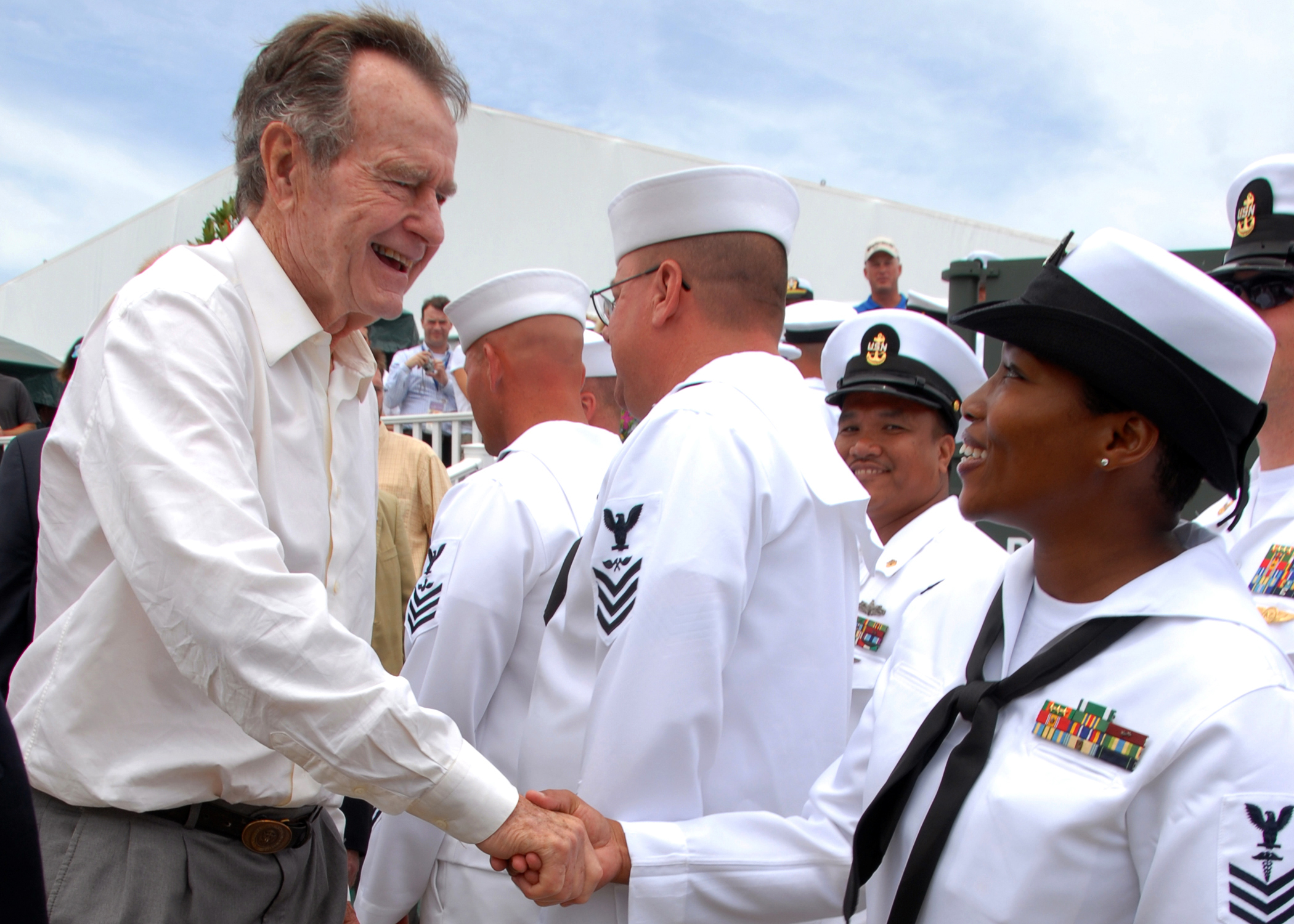
George HW Bush saluta i marinai del NAS Jacksonville.
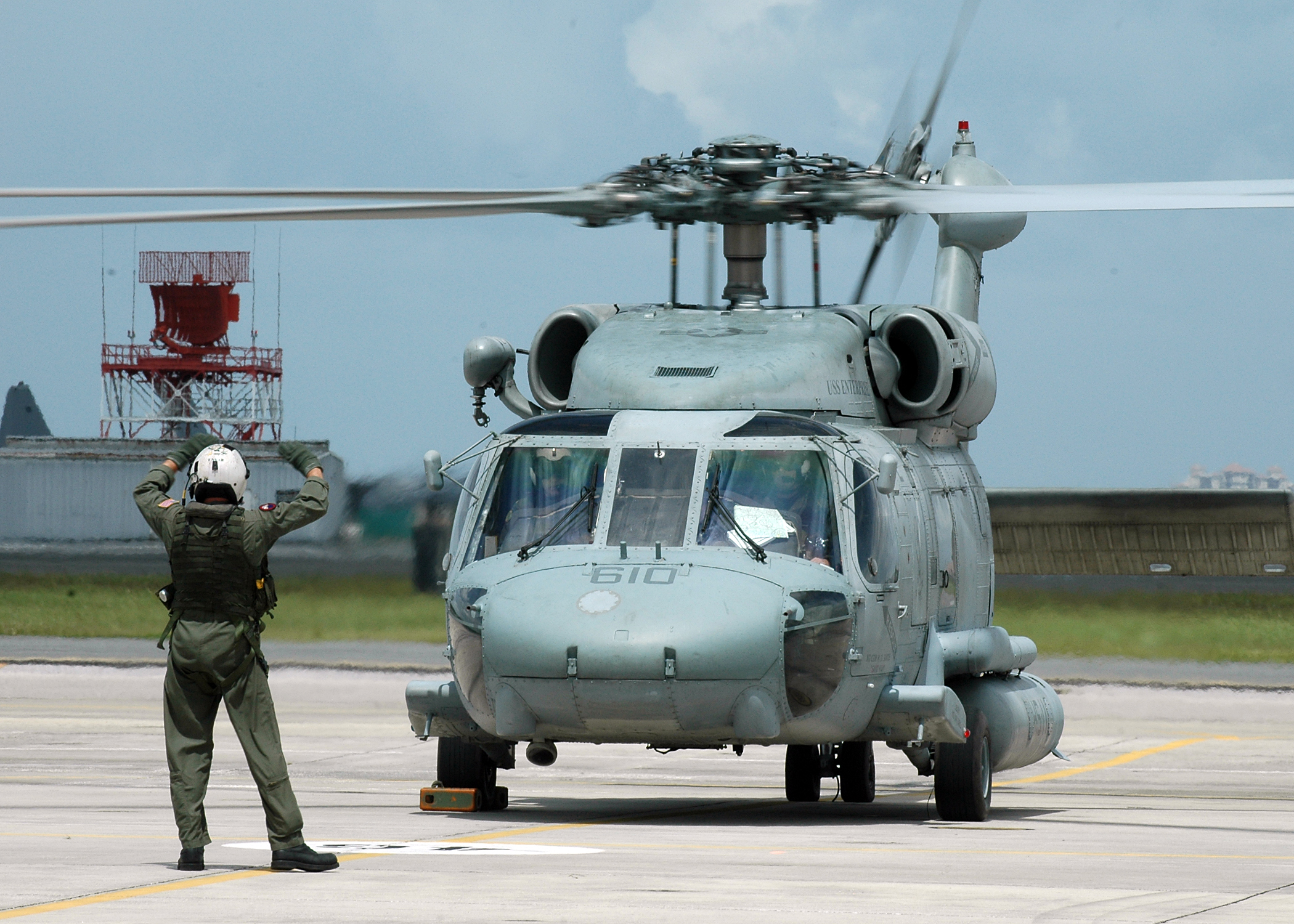
Uno squadrone antisommergibile elicottero (HS) 11 si prepara a decollare.
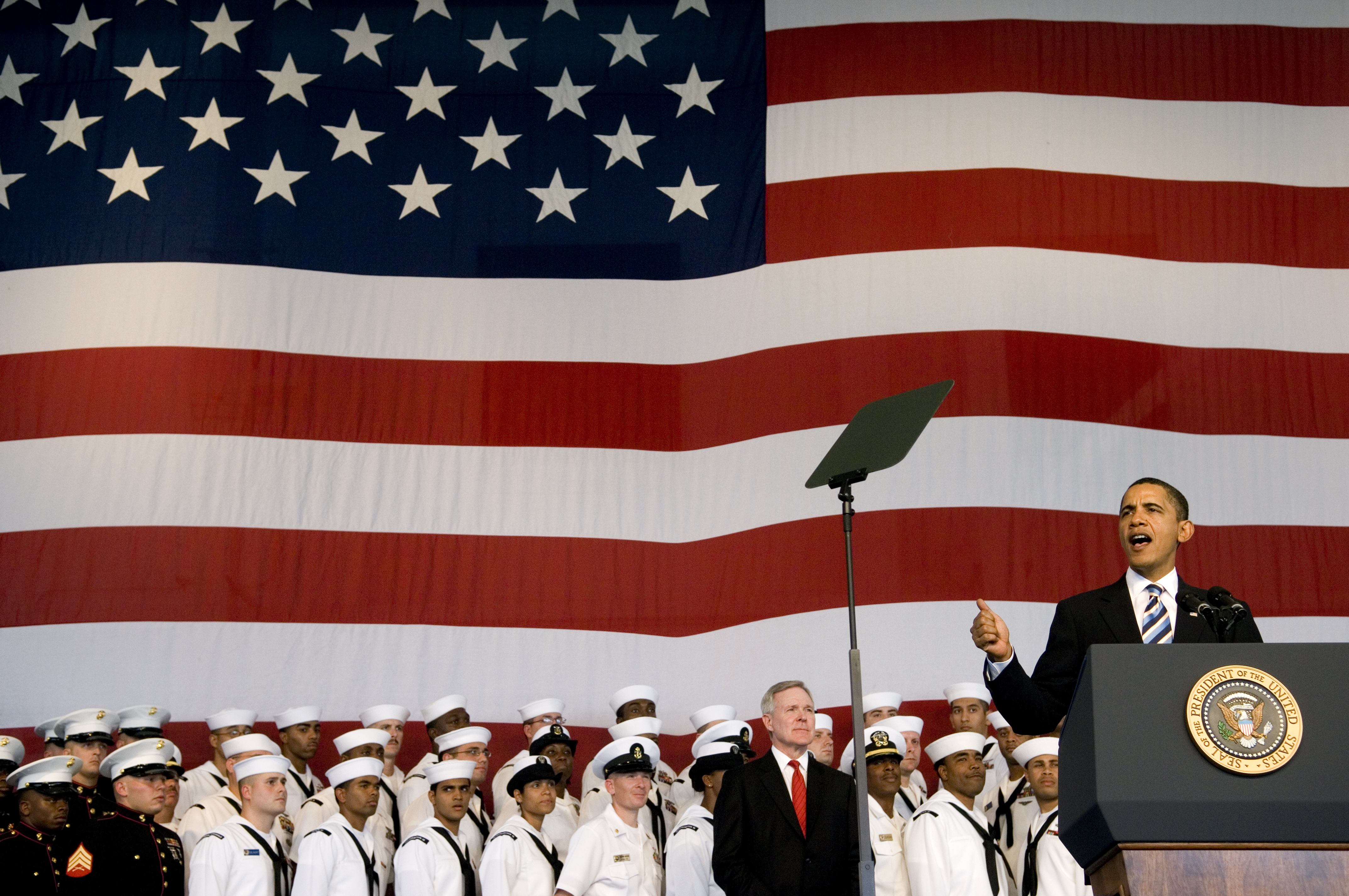
Il presidente Obama fa commenti a un pubblico di marinai e marine al NAS Jacksonville.
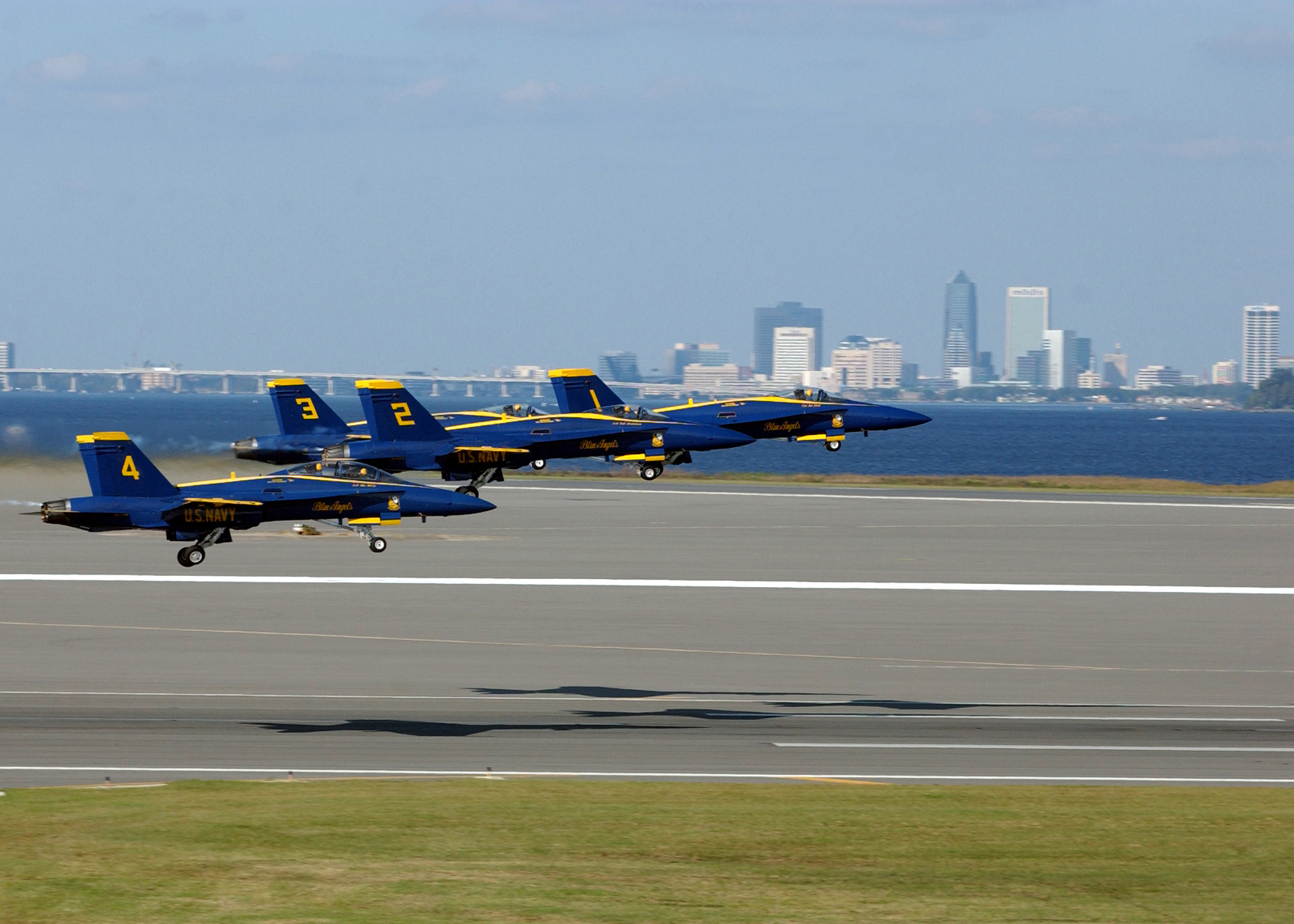
I Blue Angels eseguono il loro spettacolo annuale al NAS Jacksonville.

## Riferimenti
- Stazione aerea navale Jacksonville GlobalSecurity.org. recuperato il 26-10-2006

1. ↑  Annual Report of the Quartermaster General for the Fiscal Year Ending June 30, 1918, p. 169 (Government Printing Office, 1918).
2. ↑  (EN) The Jacksonville Historical Society, su jaxhistory.org. URL consultato il 14 giugno 2020.
3. ↑   Ronald M. Williamson, Naval Air Station Jacksonville, Florida, 1940-2000: An Illustrated History, Turner Publishing Company, 2000,  p. 21, ISBN 978-1-56311-730-5.
4. ↑  Lloyd H. Cornett e Mildred W. Johnson, A Handbook of Aerospace Defense Organization 1946–1980, Office of History, Aerospace Defense Center, Peterson Air Force Base, Colorado.
5. ↑  Winkler, David F. (1997), Searching the skies: the legacy of the United States Cold War defense radar program. Prepared for United States Air Force Headquarters Air Combat Command.
6. ↑  (EN) Navy Medicine Staff, Naval Hospital Jacksonville: Skipper's Welcome, su Med.Navy.mil, Navy Medicine, 11 gennaio 2017. URL consultato l'11 gennaio 2017 (archiviato dall'url originale il 13 gennaio 2017).
7. ↑  (EN) Aaron Abbott, Romeo capability taking shape in Jacksonville, su Navy Daily, Royal Australian Navy, 19 luglio 2013. URL consultato il 29 agosto 2019 (archiviato dall'url originale il 29 agosto 2019).
8. ↑  (EN) NOAD Jacksonville, su facebook.com. URL consultato l'11 luglio 2018.
9. ↑   COMNAVMETOCCOMINST 3140.1M (PDF), su navybmr.com (archiviato dall'url originale l'11 luglio 2018).